# JAY B
JAY B(제이비, 본명: 임재범, 1994년 1월 6일~)는 대한민국의 가수이며, 보이 그룹 GOT7의 리더, 메인보컬, 댄서이자 JJ Project의 멤버 이자 Jus2의 멤버 이자 ØFFSHORE의 멤버이다. 비보이 출신으로 갓세븐 내에서 '비보이킹'이라는 별명으로도 불리었으며, 책임감이 강하고 멤버들을 잘 보듬으면서도 맹한 구석이 있는 매력만점 리더이다. 유겸이랑 같이 댄서로 같이하고 있다.

## 같이 보기
- GOT7의 음반 목록
- GOT7의 음반 내용과 참여 목록
- GOT7의 음반 외 활동 목록
- GOT7의 수상 목록
- JJ Project의 음반 목록
- JJ Project의 음반 외 활동 목록
- Jus2의 음반 목록
- Jus2의 음반 외 활동 목록
- 오프쇼어